# Калажма (деревня)
Калажма — деревня в Холмогорском районе Архангельской области.

## География
Находится в центральной части Архангельской области на расстоянии приблизительно 13 км на запад-северо-запад по прямой от села Емецк на левом берегу речки Калажма.

## История
В 1905 году здесь (тогда деревня Холмогорского уезда Архангельской губернии) было учтено 17 дворов. До 2022 года входила в Емецкое сельское поселение до его упразднения.

## Население
Численность населения: 115 человек (1905 год), 1 в 2010.